# Purbach (cràter)
Purbach és un gran cràter d'impacte localitzat a les terres altes de l'est de la Lluna. El desfigurat cràter Regiomontanus està unit a la seva vora sud. Al nord-oest es troba Thebit i just al nord-est es troba La Caille.

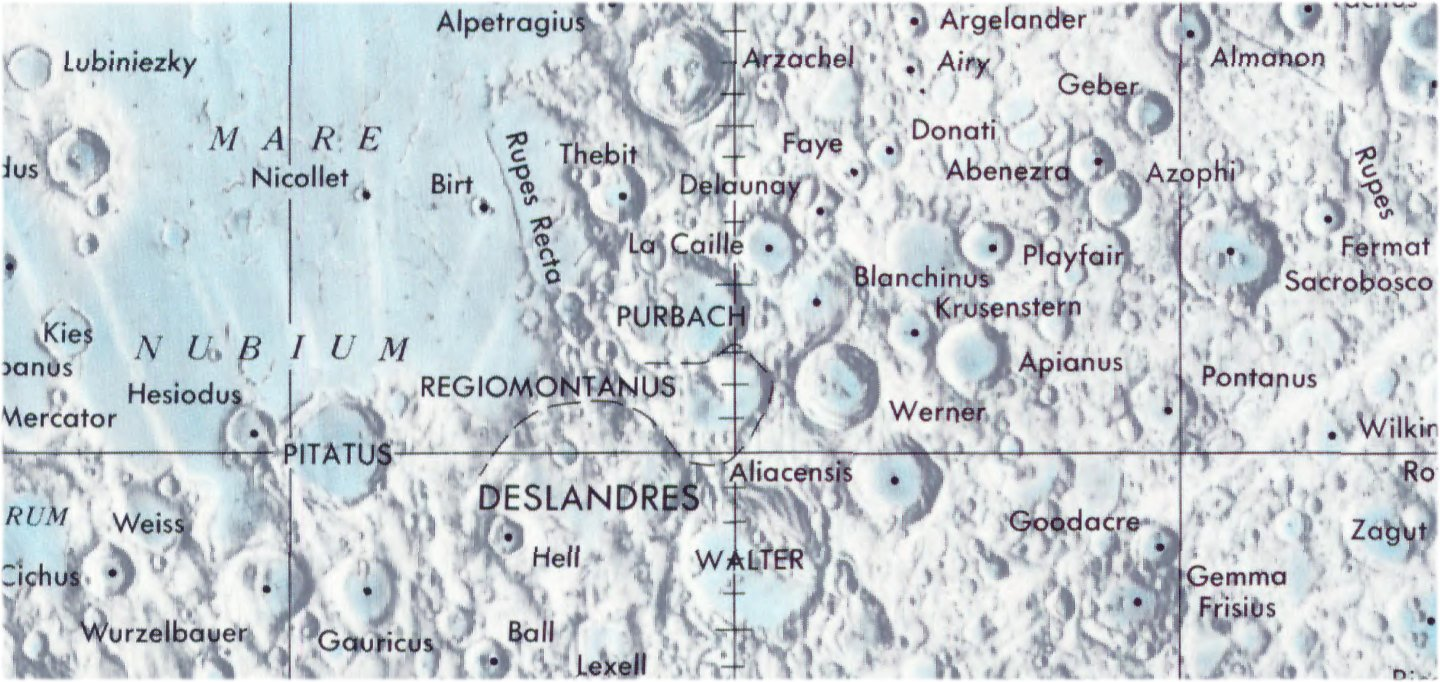
Localització de Purbach (centre de la imatge)
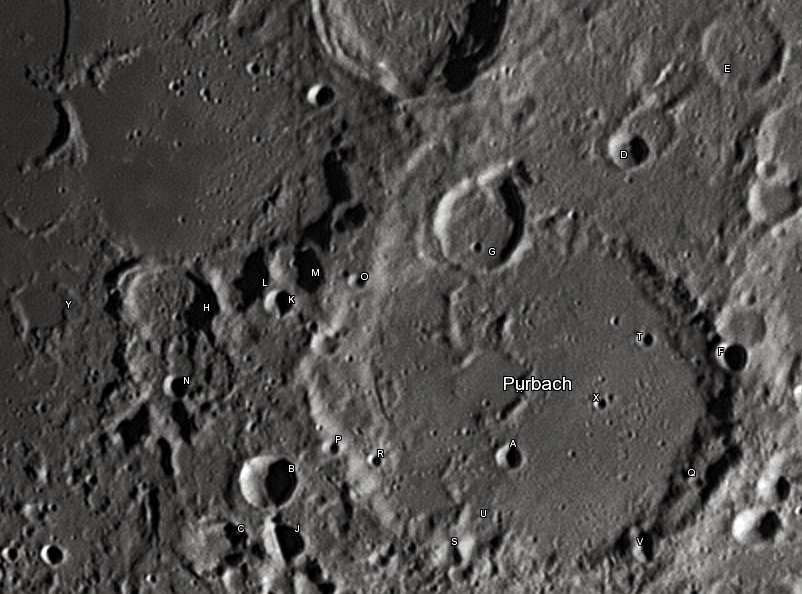
Cràters satèl·lit
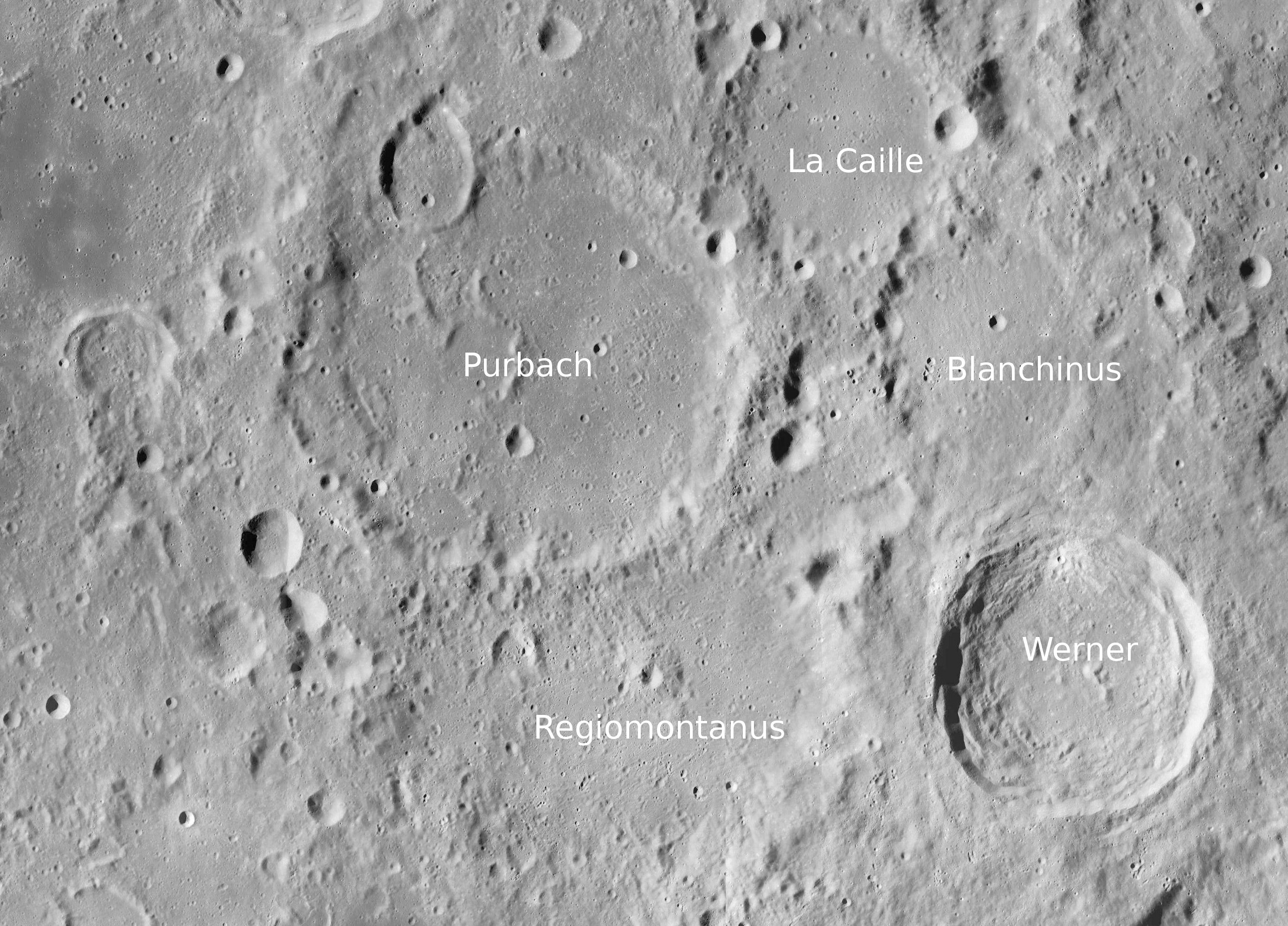
Rodalies de Purbach

La paret exterior de Purbach està molt desgastada, i la secció més intacta es localitza en els flancs est i nord-est. La vora compartida entre Purbach i Regiomontanus és discontinu i escarpat. La paret està deformada en la vora occidental, donant l'aparença d'una vora doble, amb la segona vora estesa cap a l'oest. La paret nord està gairebé completament destruïda, amb Purbach G travessant la vora nord-oest.
El sòl del cràter és relativament suau a la meitat oriental, amb un seguit de crestes baixes i un contorn palimpsest parcial just a l'oest del punt mig del cràter. Si el cràter va tenir un pic central, ha desaparegut o forma part de les crestes a l'oest.
Durant unes quantes hores abans del quart creixent lunar, la vora del cràter forma part del fenomen visual anomenat «X lunar», en què una forma de «X» apareix breument sobre el terminador de la Lluna mentre la llum del Sol il·lumina els cims dels turons ombrejats.
Purbach porta el nom de l'astrònom austríac Georg von Peuerbach. Com molts dels cràters de la cara visible de la Lluna, va ser nomenat (en la forma llatina, «Purbachius») per Giovanni Riccioli, en el sistema de la nomenclatura de 1651 que s'ha estandarditzat posteriorment. Els cartògrafs lunars anteriors havien donat al cràter diversos noms: al mapa de Michael van Langren de 1645 es denominava «Christierni IV Reg. Daniae» pel rei Cristià IV de Dinamarca; i Johannes Hevelius va agrupar Purbach i Regiomontanus sota el nom de «Mons Libanus» en referència a la serralada del Líban.

## Cràters satèl·lit
Per convenció aquests elements són identificats en els mapes lunars posant la lletra en el costat del punt central del cràter que està més proper a Purbach.
| Purbach | Coordenades                         | Diàmetre |
| ------- | ----------------------------------- | -------- |
| A       | 26° 06′ S, 1° 54′ O / 26.1°S,1.9°O  | 8 km     |
| B       | 26° 54′ S, 4° 12′ O / 26.9°S,4.2°O  | 16 km    |
| C       | 27° 42′ S, 4° 36′ O / 27.7°S,4.6°O  | 18 km    |
| D       | 22° 48′ S, 1° 36′ O / 22.8°S,1.6°O  | 12 km    |
| E       | 21° 42′ S, 0° 42′ O / 21.7°S,0.7°O  | 23 km    |
| F       | 24° 36′ S, 0° 00′ E / 24.6°S,-0.0°E | 9 km     |
| G       | 23° 54′ S, 2° 48′ O / 23.9°S,2.8°O  | 27 km    |
| H       | 25° 30′ S, 5° 36′ O / 25.5°S,5.6°O  | 29 km    |
| J       | 27° 30′ S, 3° 54′ O / 27.5°S,3.9°O  | 12 km    |
| K       | 25° 12′ S, 4° 36′ O / 25.2°S,4.6°O  | 8 km     |
| L       | 25° 06′ S, 5° 00′ O / 25.1°S,5.0°O  | 17 km    |
| M       | 24° 48′ S, 4° 24′ O / 24.8°S,4.4°O  | 17 km    |
| N       | 26° 12′ S, 5° 24′ O / 26.2°S,5.4°O  | 7 km     |
| O       | 24° 42′ S, 3° 48′ O / 24.7°S,3.8°O  | 5 km     |
| P       | 26° 24′ S, 3° 42′ O / 26.4°S,3.7°O  | 5 km     |
| Q       | 25° 54′ S, 0° 00′ E / 25.9°S,-0.0°E | 4 km     |
| R       | 26° 30′ S, 3° 12′ O / 26.5°S,3.2°O  | 4 km     |
| S       | 27° 18′ S, 2° 18′ O / 27.3°S,2.3°O  | 9 km     |
| T       | 24° 36′ S, 0° 54′ O / 24.6°S,0.9°O  | 5 km     |
| U       | 27° 00′ S, 2° 00′ O / 27.0°S,2.0°O  | 15 km    |
| V       | 26° 42′ S, 0° 18′ O / 26.7°S,0.3°O  | 6 km     |
| W       | 25° 30′ S, 2° 18′ O / 25.5°S,2.3°O  | 20 km    |
| X       | 25° 24′ S, 1° 06′ O / 25.4°S,1.1°O  | 4 km     |
| Y       | 25° 48′ S, 6° 48′ O / 25.8°S,6.8°O  | 16 km    |